# Spontanéisme
« L'émancipation des travailleurs doit être l'œuvre des travailleurs eux-mêmes »

Statuts généraux de l'Association internationale des travailleurs adoptés par le congrès de Genève en 1866.
Le spontanéisme ou spontanéisme révolutionnaire ou spontanéité révolutionnaire est un concept de théorie politique qui postule que la révolution sociale peut et doit arriver spontanément, que le mouvement révolutionnaire se développe et arrive à son terme sans avoir à être encadré par une « avant-garde », qu'elle soit politique ou syndicale.
Ce refus d'encadrement autoritaire « par le haut » ne signifie pas le refus de toute forme d'organisation, mais la création de structures antiautoritaires « par le bas » de type conseils ouvriers (« soviet », en russe), par exemple, reliés de manière horizontale par le fédéralisme libertaire.

## Éléments historiques

### Définitions
Le spontanéisme désigne l’accent mis par certains théoriciens révolutionnaires sur la valeur de l’action spontanée des masses en tant qu’opposée à l’importation depuis l’extérieur, et en particulier depuis l’organisation politique, d’une conscience révolutionnaire.
Pour le philosophe Henri Lefebvre, la spontanéité révolutionnaire « c'est un mouvement et un événement qui ont des causes, qui ont des conditions, qui ont des raisons et des motivations, mais qui tendent a les déborder et à les dépasser. La spontanéité constitue une expérience politique ».
Pour le sociologue Trivo Inđić, « Seuls les moyens reposant sur la liberté peuvent assurer une liberté plus grande : les associations autonomes constituées en toute liberté fournissent la base sur laquelle le peuple s'organise spontanément, sans en attendre l'ordre de personne et en refusant de désigner ou de reconnaître un organe quelconque qui s'attribuerait le droit d'arbitrage dans les questions de la vie sociale et qui monopoliserait la vérité et la médiation entre la théorie et la pratique. »

### Aux origines du mouvement ouvrier
Le terme est largement utilisé lors du débat au sein de l'Association internationale des travailleurs où s'opposent les partisans de Karl Marx, favorables à la gestion centralisée de l'Internationale et à la création de partis politiques, et les « antiautoritaires » anti-politiques réunis autour de Mikhaïl Bakounine.
Le jeune Marx, dans le Manifeste du parti communiste (1848) avance des positions compatibles avec le spontanéisme : aucune stratégie ou tactique précises ne sont clairement établies. En revanche, dans Le Capital (1867), le déterminisme du matérialisme historique appliqué à l'économie capitaliste impose un schéma nécessaire à suivre pour arriver à une révolution sociale, notamment par la création de partis politiques, seuls capables, selon les marxistes, de donner une « conscience de classe » au prolétariat.
C'est le cœur du débat entre les marxistes qui adoptent une approche hiérarchique et autoritaire de l'organisation ouvrière et les partisans de Pierre-Joseph Proudhon et de Bakounine qui refusent la création de structures politiques qui prétendent « diriger » la classe ouvrière de l'extérieur : « L'émancipation des travailleurs doit être l'œuvre des travailleurs eux-mêmes » (formule écrite par Marx lui-même à la fondation de l'AIT).
En 1871, la défaite de la Commune de Paris (considérée comme une tentative d'action révolutionnaire spontanée) accentue le débat et provoque la rupture définitive entre les deux tendances. La Première Internationale disparait en 1876. Elle est prolongée en 1889, pour les marxistes, par l'Internationale ouvrière, associant des partis politiques nationaux. Les antiautoritaires, après la parenthèse de la propagande par le fait, s'engagent dans l'action collective ouvrière autonome incarnée par le syndicalisme révolutionnaire et son indépendance absolue à l'égard des formations politiques.

### Michel Bakounine
Pour le philosophe Jean-Christophe Angaut, le spontanéisme révolutionnaire de Bakounine repose « sur une conception large de la spontanéité, qui, loin de signifier un mouvement dénué de conscience, inclut au contraire l'action révolutionnaire comme son moteur. La spontanéité signifie négativement le rejet de toute forme de transcendance, idéologique ou politique ; positivement, elle renvoie à la capacité d'une entité à connaître un développement autonome. »

### Rosa Luxemburg

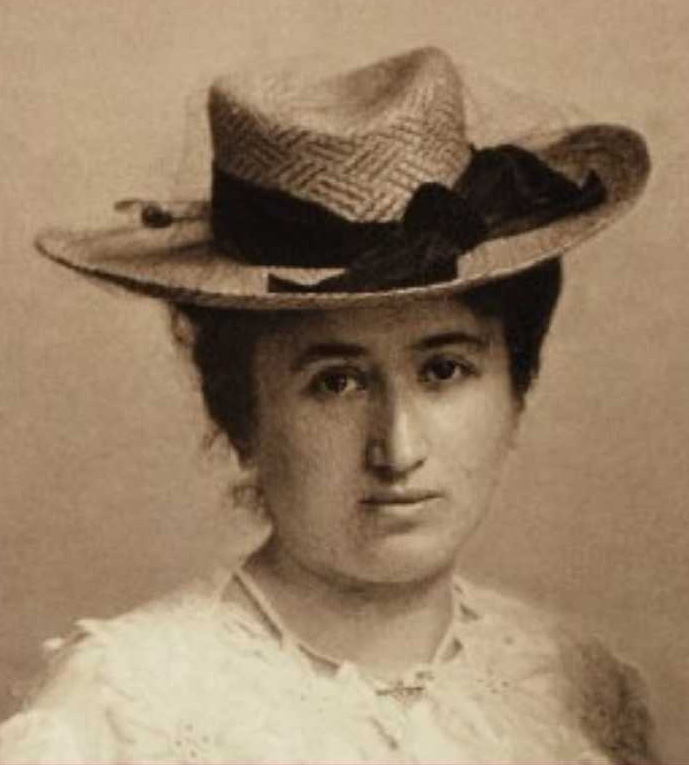
Rosa Luxemburg dans les années 1895-1900.

Rosa Luxemburg (1871-1919), membre dirigeante du SPD (parti social-démocrate d'Allemagne), puis fondatrice de la Ligue spartakiste en Allemagne, est communément présentée comme une femme communiste ardente et intransigeante, adepte du spontanéisme révolutionnaire. Partie en guerre contre les appareils politiques, elle critique les tendances autoritaires du bolchevisme.
Dans son ouvrage Grève de masse, Parti et syndicat (1906), s'appuyant sur l'exemple des ouvriers russe lors de la révolution de 1905, elle se livre à une critique d'une tendance au sein du SPD et des directions syndicales qui y sont liées. Elle lui reproche sa séparation théorique grossière entre grève économique et grève politique (déclenchée d'en haut par les directions sociales-démocrates), en insistant sur le fait que les grèves spontanées, y compris sur des questions strictement économiques, permettent au prolétariat de faire des bonds en avant dans la prise de conscience de son rôle révolutionnaire. Pour elle, le parti ne peut pas déclencher artificiellement des grèves de masse, mais il se doit d'accompagner et de diriger au mieux l'élan combattif spontané des prolétaires vers leur prise du pouvoir. Elle désapprouve également l'idée d'insurrection armée décidée en-dehors ou à côté de la mobilisation des masses. Enfin, elle s'oppose de manière fondamentale au nationalisme, facteur de division au sein de la classe ouvrière. Pour Rosa Luxemburg, « la révolution est avant tout un changement radical et profond dans les relations entre classes sociales » : dans cette optique, le marxisme, loin du « jargon » auquel le réduisent certains démagogues, est avant tout une « philosophie humaniste » destinée à rendre au peuple son intégrité.
En 1971, le communiste libertaire Daniel Guérin publie Rosa Luxemburg et la spontanéité révolutionnaire, ouvrage marqué par l’expérience de Mai 68, et qui représente une analyse approfondie du rapport entre spontanéité et conscience dans les mouvements révolutionnaires. Deux ans plus tard, en 1973, dans Anarchisme et marxisme, le même auteur affirme que « la seule théoricienne, dans la social-démocratie allemande, qui resta fidèle au marxisme originel fut Rosa Luxemburg ». Et il continue : « Il n’y a pas de différence véritable entre la grève générale anarcho-syndicaliste et ce que la prudente Rosa Luxemburg préférait dénommer “grève de masses”. De même, les violentes controverses, la première avec Lénine, en 1904, la dernière au printemps de 1918, avec le pouvoir bolchevik, ne sont pas très éloignées de l’anarchisme. Il en est de même pour ses conceptions ultimes, dans le mouvement spartakiste, à la fin de 1918, d’un socialisme propulsé de bas en haut par les conseils ouvriers. »

### Opposition de Lénine
Dans son essai Que faire ? publié en 1902, Lénine critique violemment le spontanéisme, présenté comme un « révisionnisme » par des opportunistes qui renoncent à la diffusion de masse d'une conscience politique de classe et affaiblit la nature disciplinée de la pensée politique marxiste.

### Opposition stalinienne
À partir de 1925, les communistes staliniens parlent de « luxemburgisme » pour dénoncer la croyance en un spontanéisme révolutionnaire en dehors du parti, ce qui ne correspond pas exactement aux propos de Luxemburg. De façon générale, le luxemburgisme tel que présenté par les communistes staliniens est d'abord rangé dans le même sac que le trotskisme puis dans le même sac que le menchévisme, de façon à le présenter comme une dangereuse déviation.

### L'anarcho-syndicalisme espagnol

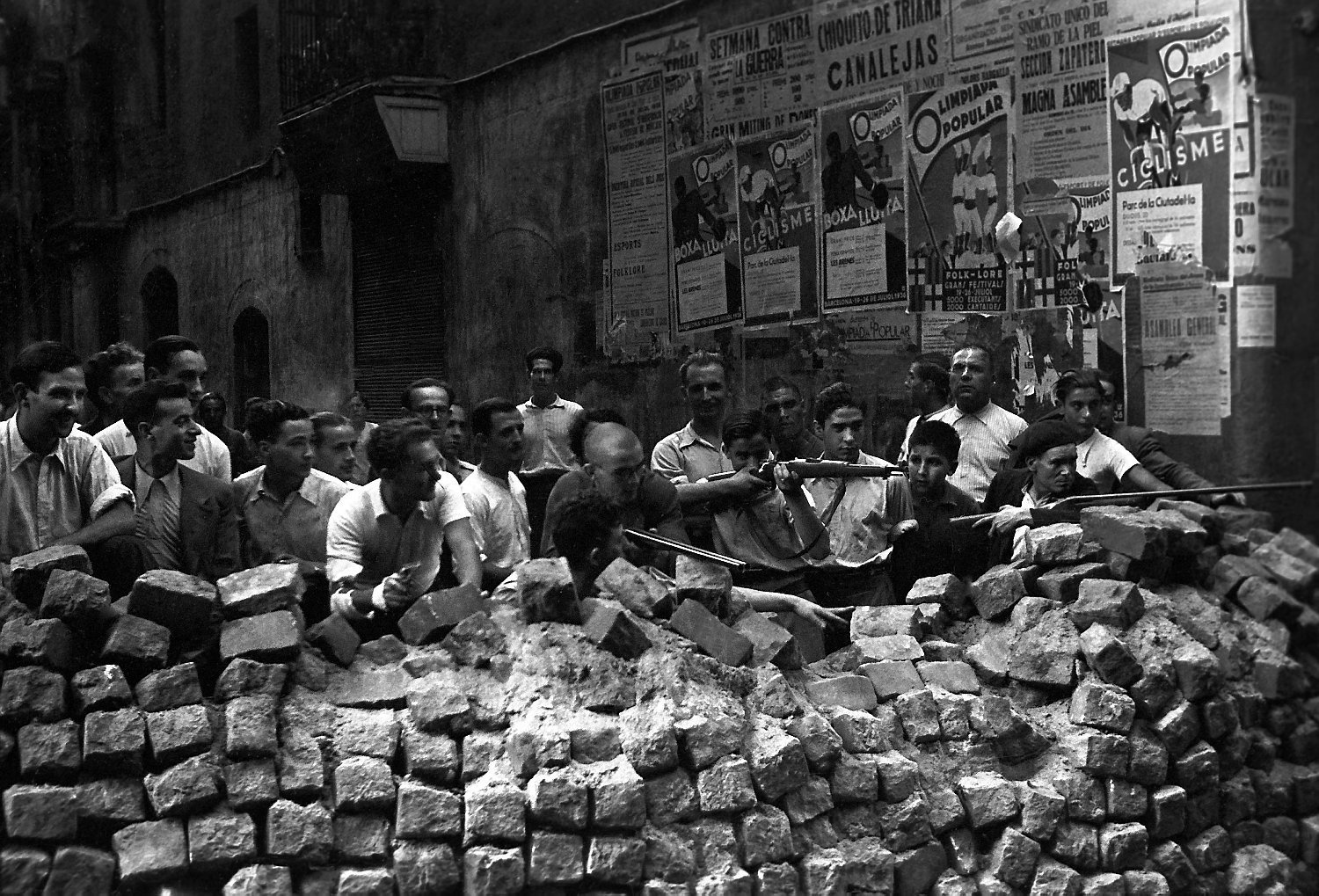
Barcelone 19 juillet 1936.

L'échec du soulèvement nationaliste des 17 et 18 juillet 1936 en Espagne est porté, par les historiens, au crédit du spontanéisme des masses ouvrières qui, principalement en Catalogne, ripostent immédiatement par les armes au coup d'État des militaires. La particularité du mouvement ouvrier espagnol est, à l'époque, d'être majoritairement organisé dans le principal syndicat de tendance anarcho-syndicaliste, la Confédération nationale du travail (Espagne), à la fois structure de masse portée à l'amélioration de la condition ouvrière et au contractualisme, et organisation de rupture politique radicale, facilement gagnée par le spontanéisme révolutionnaire.

### Le gauchisme des années 1970
Dans les années qui suivent Mai 68 se développe un mouvement activiste radical souvent qualifié de « gauchisme ». Associé au terme spontanéisme, il est utilisé de manière péjorative pour qualifier ceux qui cèderaient à de l'« aventurisme » et à l'impatience, sans attendre que soient réunies les « conditions objectives » permettant un possible changement révolutionnaire.
Les groupes et individus se réclament du spontanéisme défendent l'idée que le prolétariat a la capacité de prendre conscience par lui-même de son aliénation et de son rôle révolutionnaire. Qu'il est capable de s'auto-organiser sans intervention extérieure d'un parti politique ou d'un syndicat.
Un des exemples le plus souvent cité de spontanéisme est la création, la nuit du 22 mars 1968 à Nanterre, du Mouvement du 22 Mars qui sera l'une des origines du mouvement étudiant et de la grève générale des événements de mai-juin 1968,.
Pour le sociologue Gérard Mauger, « le spontanéisme des « maos » de la « Gauche prolétarienne », issue de la conversion des marxistes-lénistes althussériens, mettait en cause ceux qui prétendaient parler au nom de la science (marxiste) et récusait, de façon générale, les porte-parole. ».